# Estadi Alberto J. Armando
L'Estadi Alberto J. Armando, popularment conegut com a La Bombonera, és un estadi de futbol ubicat al barri de La Boca, a Buenos Aires, Argentina. Va ser inaugurat el 25 de maig de 1940. S'hi disputen els partits de futbol que el Boca Juniors juga com a local.

## Construcció
L'any 1918, l'inici del professionalisme argentí, Boca Juniors compra els terrenys amb una superfície de 21.471 m². El 18 de febrer de 1938 es va col·locar la primera pedra en un acte en el qual va assistir el president Agustín P. Justo. El 30 d'agost del mateix any es van iniciar els treballs de l'obra.

## Reformes

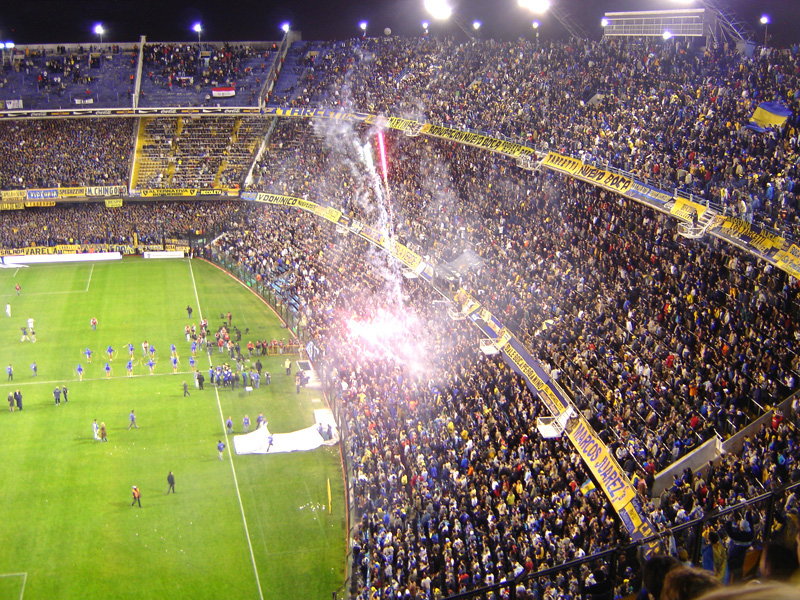
Final de la Recopa Sud-americana 2006.

L'any 1949, es va iniciar la construcció de la darrera etapa definitiva de l'estadi, finalitzant la mateixa el 1953. En aquest mateix any, es va inaugurar la il·luminació artificial de l'estadi.
Des d'aleshores, "La Bombonera" no va patir modificacions fins a l'any 1996, quan sota la presidència de Mauricio Macri es va elevar la seva capacitat a 57.395 llocs. Per a això, es van demolir les antigues llotges que donaven al carrer Del Valle Iberlucea, reemplaçada per una petita tribuna. Sobre aquesta, es van construir les noves llotges, aquesta vegada fets d'estructura metàl·lica. En el partit de reinauguració Boca va jugar contra la Universitat de Xile, guanyant per 3 a 1 (Prèviament hi va haver dues reinauguracions: una amb derrota de 0 a 6 davant Gimnàstica i Esgrima La Plata el 5 de maig de 1996 i una amb victòria de 4 a 1 contra River Plate).
Durant el 2009 "la Bombonera" serà remodelada augmentant així la seva capacitat i oferint major comoditat, tant als jugadors i periodistes com així també als simpatitzants que concorrin a l'estadi. A més se li ha incorporat una pantalla que ja es troba en funcionament. Per a aquesta remodelació s'han presentat diversos projectes. El darrer i vigent consta de la compra de terrenys del voltant per reemplaçar les llotges per tres noves tribunes, completant així l'anell i ampliant la capacitat per a 64.000 espectadors asseguts. El projecte estava planejat per començar a finals de l'any 2008, però davant la sorprenent defunció del president de Boca Juniors Pedro Pompilio, el seu successor, Jorge Amor Ameal va informar que el començament de les obres serà el juny del 2009. Actualment amb les noves mesures la capacitat de l'estadi es va reduir a 49.000 espectadors i és per això que s'espera amb ansietat l'inici del nou projecte per l'ampliació de l'estadi.

## El nom

### Noms oficials
El 1986 es va decidir anomenar a "La Bombonera" oficialment amb el nom de "Dr Camilo Ciccero", en honor de qui va ser el president sota el mandat del qual es va col·locar la primera pedra per a la construcció de l'estadi. El 2001, es va canviar la denominació per l'actual d'Alberto J. Armando.
Durant la presidència d'Antonio Alegre es va batejar la tribuna mitjana de la capçalera ocupada habitualment per l'afició local com Tribuna Natalio Pesci, en homenatge a un exjugador, símbol del Club en els anys 1940.

### El sobrenom
Hi ha diverses versions sobre on va sorgir el nom de "La Bombonera". La primera diu que l'arquitecte eslovè Victorio Sulcic va rebre com a regal una caixa de bombons i va veure que la forma de la caixa era com ell havia pensat construir l'estadi.
La segona versió era que l'enginyer José Luis Delpini, en haver de construir tribunes molt costerudes, li va donar una forma que li recordava els carrets Bombonera.
Altres versions afirmen que el nom va sorgir de la imaginació del periodista Hugo Marini o que la idea va ser del relator Fioravanti.

## Altres dades
- Nom de l'estadi: Alberto J. Armando
- Adreça: Brands 805, Buenos Aires
- Data d'inauguració: 25 de maig de 1940
- Capacitat: 57.000 espectadors.
- Capacitat futura: 69.000 espectadors quan finalitzi la remodelació.
- Constructor: L'enginyer José Luis Delpini
- Secretaria i estadi: Brands 805 (1161) Buenos Aires. Tel 4309-4700/4362-2260/2551/2050/2453 / 2653/2955 • 4362-7640 / 2152 / 2361. Fax. 4362-8884 / 4309-4766.

## Curiositats
- Quan Estudiantes de La Plata va haver de jugar la Copa Intercontinental el 1968, 1969 i 1970, va usar "La Bombonera" per jugar de local.
- San Lorenzo de Almagro també va haver de jugar a "La Bombonera". Va ser per al partit de la tercera data del Torneig Clausura 2007 front a Belgrano de Còrdova, per la suspensió del Nuevo Gasómetro, i enfront del Rosario Central per la desena data del Torneig Clausura 2008, després que el camp de joc del Nuevo Gasómetro quedés en mal estat per les celebracions dels 100 anys de la institució blaugrana.
- El Newell's Old Boys i el Lanús són els únics equips del país en consagrar-se campió davant el Boca Juniors en aquest estadi i, a més, en donar la volta olímpica. Idèntica gesta la va realitzar el Santos de Brasil i l'Olimpia de Paraguai, en aquest cas per la Copa Libertadores.
- El clàssic entre el Huracán i San Lorenzo de Almagro del torneig Apertura 2008 i el torneig Clausura 2009 es va disputar a "La Bombonera" davant l'acceptació dels dirigents d'ambdós clubs, per la remodelació de l'estadi Tomás Adolfo Ducó d'Huracán.

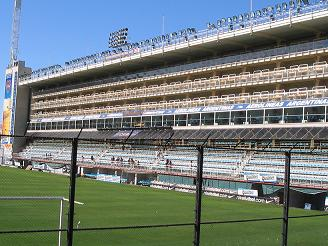
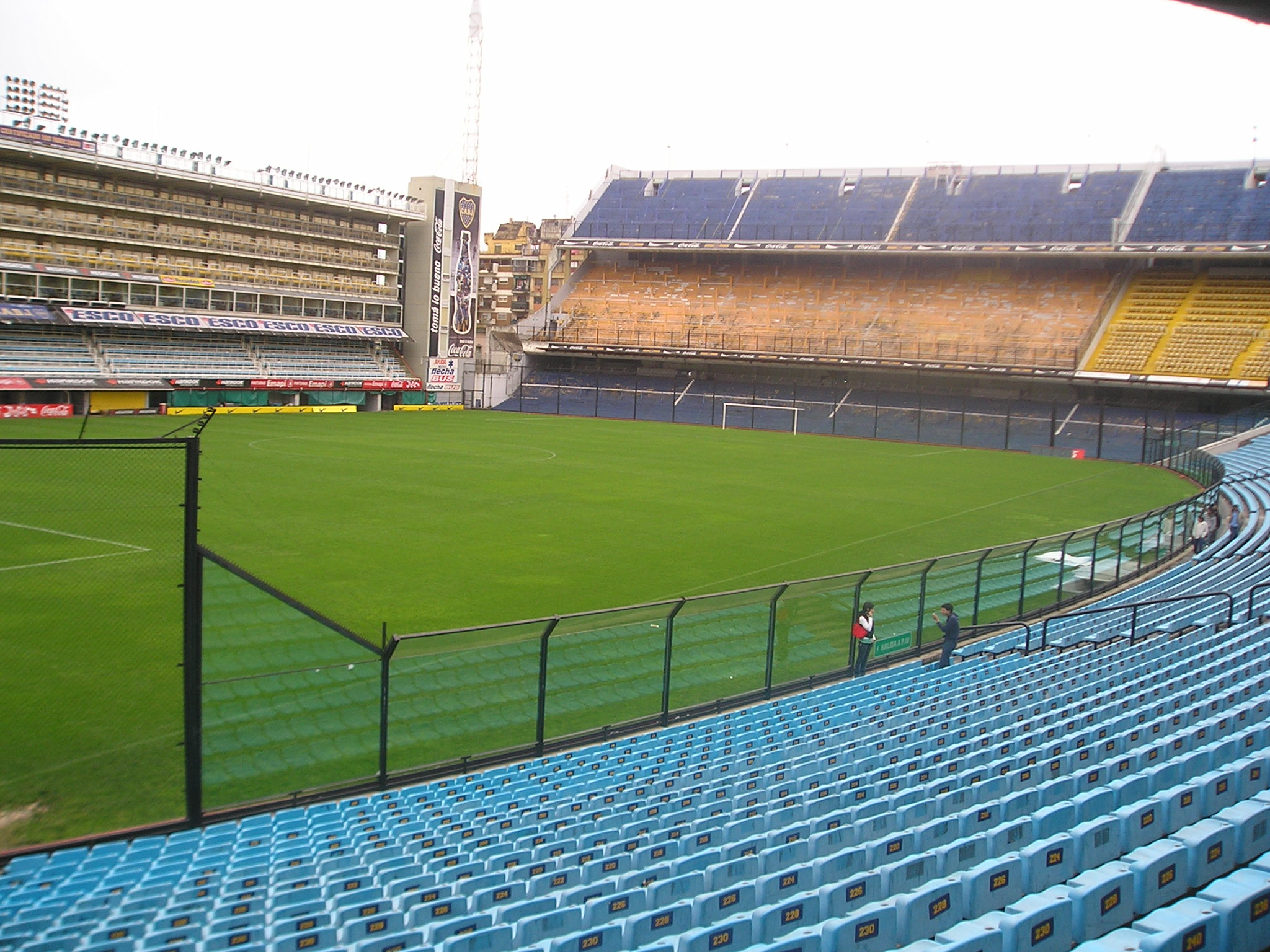
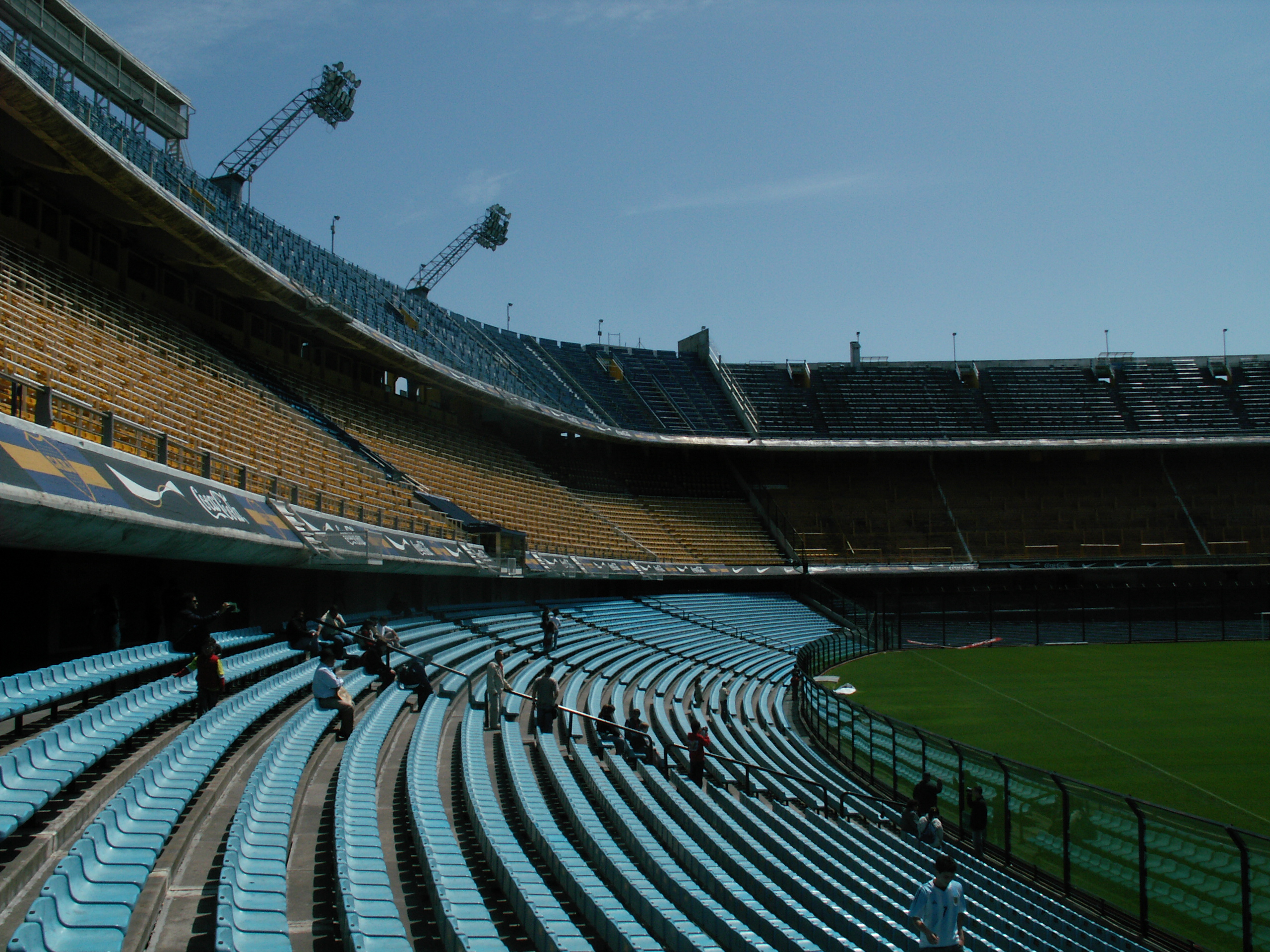
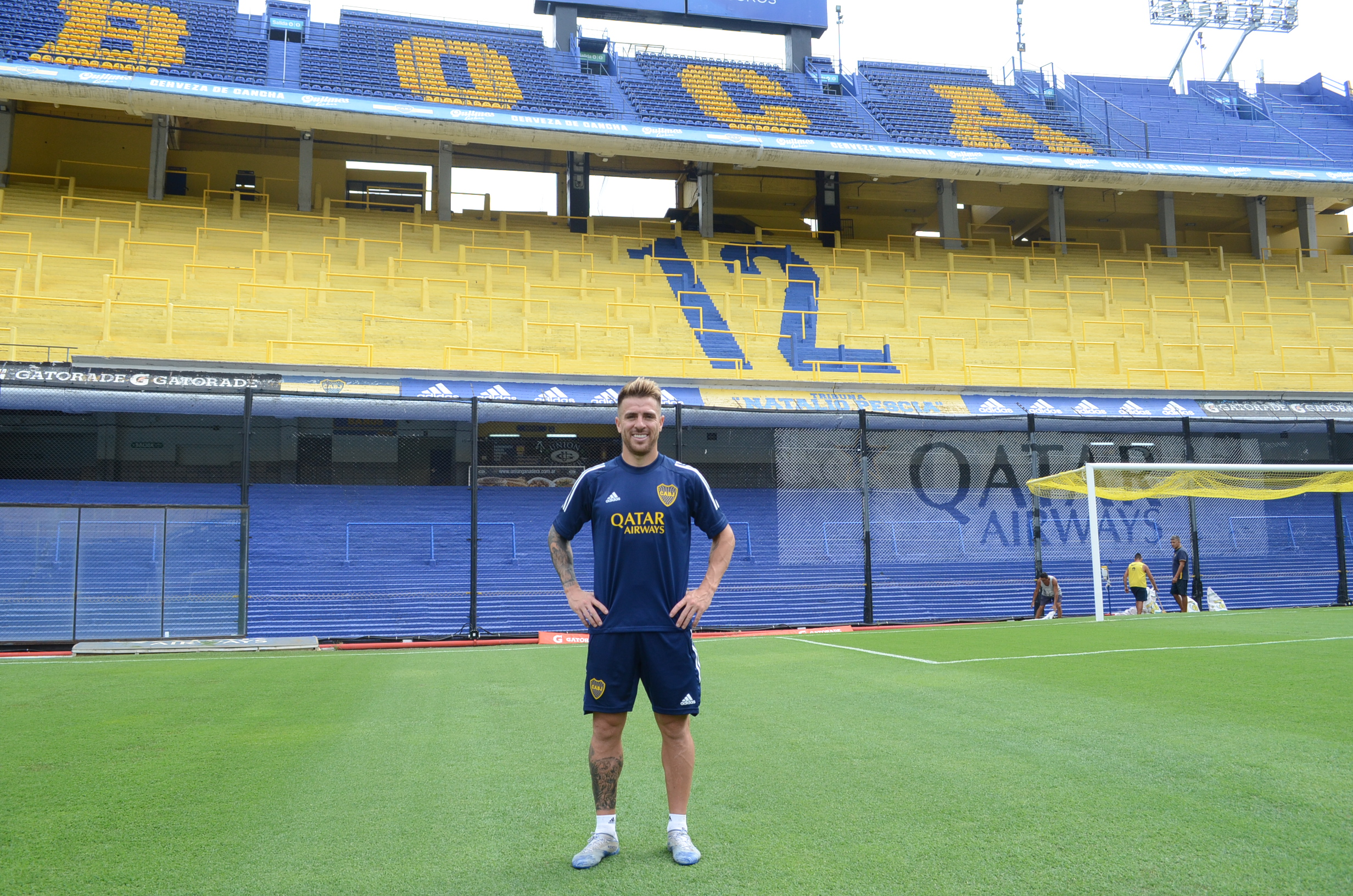
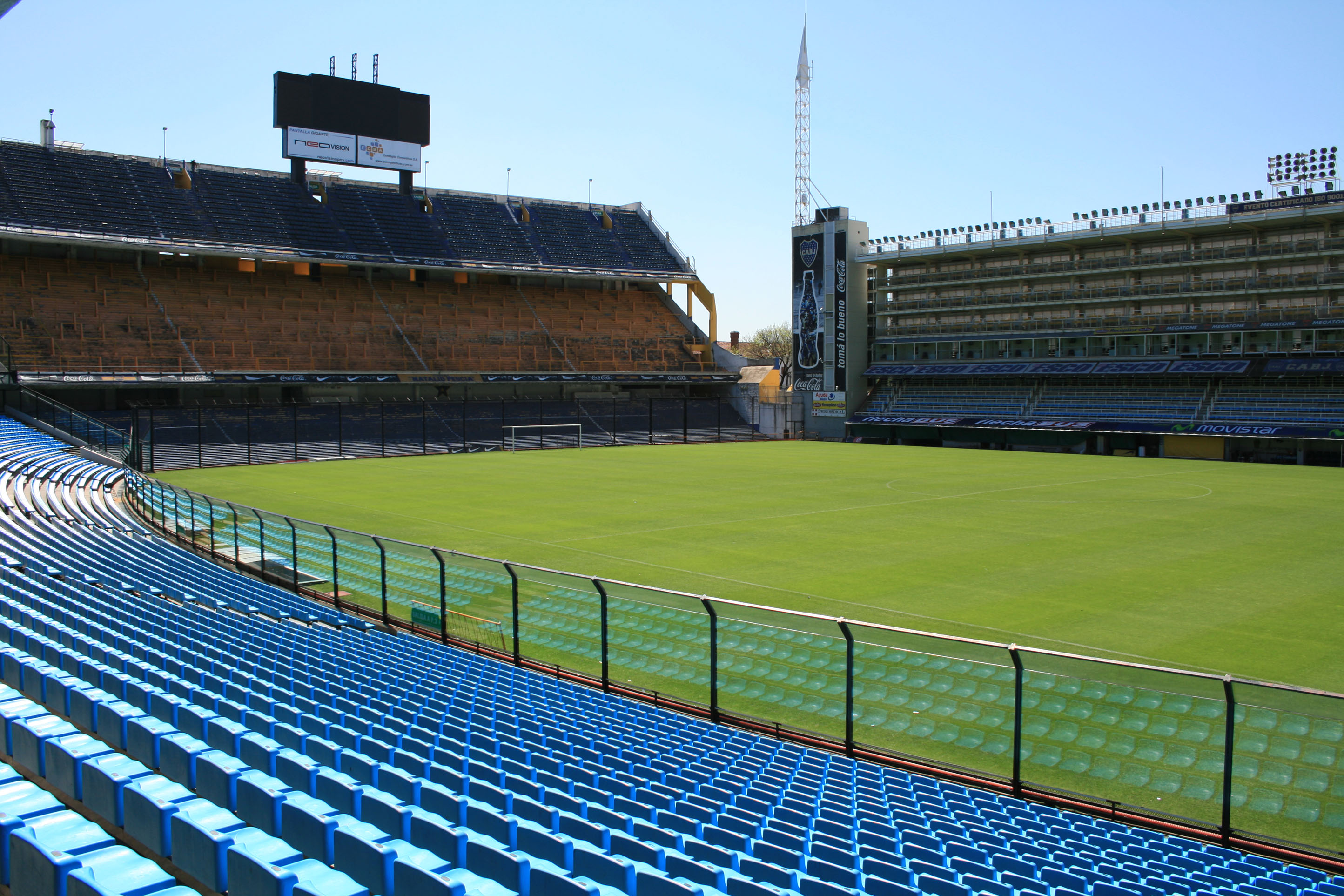
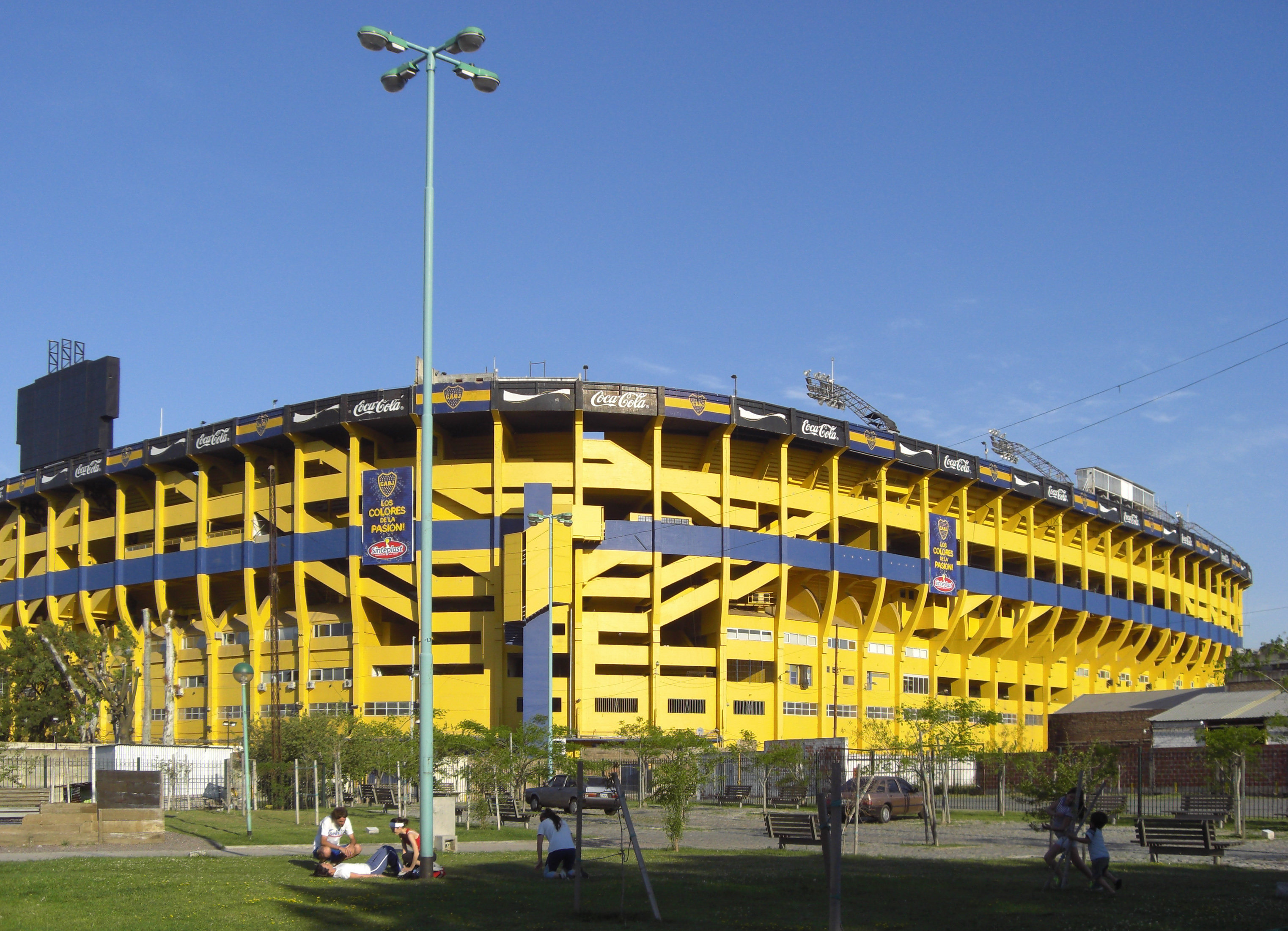